# 新田村 (兵庫県)
新田村（にったむら）は、兵庫県城崎郡にあった村。現在の豊岡市中心部の東方一帯、円山川の右岸および立野町にあたる。

## 地理
- 河川：円山川、戸牧川、六方川

## 歴史
- 1889年（明治22年）4月1日 - 町村制の施行により、塩津村・江本村・今森村・駄坂村・木内村・大篠岡村・中谷村・河谷村・百合地村・立野村の区域をもって発足。
- 1933年（昭和8年）4月1日 - 大字立野が豊岡町に編入。
- 1950年（昭和25年）4月1日 - 豊岡町・五荘村・中筋村と合併して豊岡市が発足。同日新田村廃止。